# Gardabani
Gardabani (gruz. გარდაბანი) – miasto w Gruzji, 39 km na południowy wschód od Tbilisi. W mieście znajduje się kolejowe przejście graniczne z Azerbejdżanem. Według danych szacunkowych na rok 2014 liczyło 15 100 mieszkańców. Zamieszkane w 70% przez Azerów. Ośrodek przemysłowy.